# ناوهیرو ایکدا
ناوهیرو ایکدا (انگلیسی: Naohiro Ikeda; ۱۷ ژانویهٔ ۱۹۴۰ – ۳ ژانویهٔ ۲۰۲۱) بازیکن والیبال، و اهالی کسب‌وکار اهل ژاپن بود.